# Pacific Crest Trail

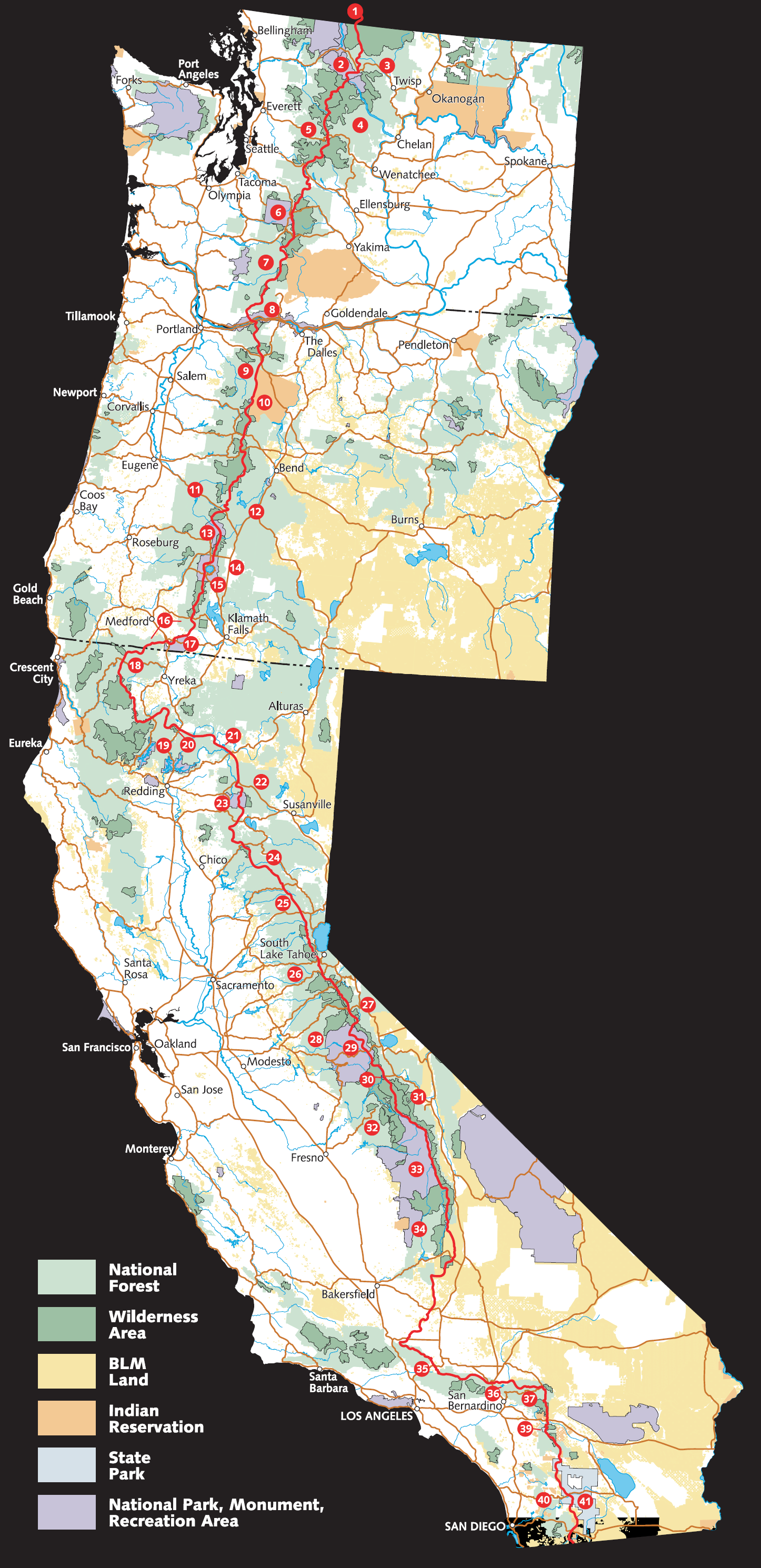
Kaart van het Pacific Crest Trail

Het Pacific Crest Trail (PCT) is een langeafstandspad voor wandelaars en paardrijders in de bergachtige gebieden in het westen van Noord-Amerika, dat loopt vanaf de grens met Mexico in het zuiden naar de grens met Canada in het noorden en is 4265 kilometer lang. 

## Route
Het Pacific Crest Trail loopt langs de hoogste delen van de Sierra Nevada en de Cascade Range, die zo'n 160 à 240 km ten oosten van de Amerikaanse Stille Oceaankust liggen. Het pad begint in het zuiden in het plaatsje Campo (Californië) op de grens met Mexico. Van daaruit loopt het noordwaarts langs heuvelruggen en bergketens. De route doorkruist vijfentwintig nationale bossen, zeven nationale parken en verschillende beschermde wildernisgebieden. Het pad strekt zich uit over de staten Oregon en Washington alvorens het noordelijk eindpunt te bereiken net over de grens met Canada in het Manning Park in de staat Brits-Columbia. De totale lengte van het pad bedraagt 4286 kilometer en het hoogteverschil is ongeveer 4000 meter. De hoogste bergpas is de Forester Pass. De meeste wandelaars lopen de route van zuid naar noord, de keuze is ook afhankelijk van het seizoen van aanvang.

## Geschiedenis
Het idee voor het langeafstandspad kwam in 1932 van Clinton C. Clarke. In 1968 werd het Pacific Crest Trail aangeduid als National Scenic Trail, hoewel het tot 1993 officieel niet voltooid was. In 1995 werd een deel van het pad bewandeld door schrijfster Cheryl Strayed die haar belevenissen beschreef in het boek Wild: Over jezelf verliezen en terugvinden en 1700 kilometer hiken. Het boek behaalde in 2012 de toppositie van de New York Times-bestsellerlijst en werd in 2014 verfilmd als Wild met Reese Witherspoon in de rol van Cheryl.
In 2016 liep de Belg Karel Sabbe de gehele route af in een recordtijd van 52 dagen 8 uur en 25 minuten, waarmee hij de recordhouder tot dan toe, Joe McConaughy, te snel af was. De prestatie staat vermeld in het Guinness Book of Records. In datzelfde jaar liep ook de Nederlander Tim Voors de gehele route. Zijn belevenissen beschreef hij in het boek Alleen dat in 2018 uitkwam en werd vertaald in het Duits en Engels.
Op 22 juli 2021 verbrak de 37-jarige ultraloper Timothy Olson, het record van Sabbe met een tijd van 51 dagen, 16 uur en 55 minuten, vijftien en een half uur sneller dan de tijd van Sabbe. Olson werd ondersteund door een kleine groep familie en vrienden.
In 2023 waagde Sabbe zich opnieuw aan deze uitdaging en deed 46 dagen, 12 uur en 56 minuten over de tocht. Hij verbreekt hiermee het record van Olson met meer dan vier dagen.

## Plaatsen en natuurgebieden op de route
Nummers tussen haakjes komen overeen met de nummers op de kaart.

### Californië
- Campo, nabij het zuidelijke uiteinde
- Anza-Borrego Desert State Park (41)
- Cleveland National Forest (40)
- Big Bear Lake
- Cajon Pass
- Angeles National Forest (35)
- Vasquez Rocks
- Agua Dulce
- Walker Pass
- Owens Peak Wilderness (34)
- South Sierra Wilderness (34)
- Golden Trout Wilderness (34)
- Kings Canyon National Park (33)
  - Forester Pass, hoogste punt op het pad
- John Muir Wilderness (31)
- Ansel Adams Wilderness (30)
  - Devils Postpile National Monument
- Yosemite National Park (29)
  - Tuolumne Meadows
- Sonora Pass, Ebbetts Pass en Carson Pass
- Desolation Wilderness
- Lassen National Forest (22)
  - Lassen Volcanic National Park (23)
- McArthur-Burney Falls Memorial State Park (21)
- Shasta-Trinity National Forest (19)
  - Castle Crags Wilderness (20)
- Klamath Mountains
  - Trinity Alps Wilderness
  - Russian Wilderness
  - Marble Mountain Wilderness

### Oregon
- Cascade–Siskiyou National Monument (17)
- Rogue River National Forest (16) en Winema National Forest (14)
  - Sky Lakes Wilderness
- Crater Lake National Park (15)
  - Crater Lake
- Umpqua National Forest (13)
  - Mount Thielsen
- Willamette National Forest (11) en Deschutes National Forest (12)
  - Diamond Peak Wilderness
  - Waldo Lake
  - Three Sisters Wilderness
    - McKenzie River

  - Mount Washington Wilderness
  - Mount Jefferson Wilderness
- Mount Hood National Forest (9)
  - Olallie Scenic Area
  - Warm Springs Indian Reservation (10)
  - Timberline Lodge
  - Mount Hood Wilderness
    - Lolo Pass
- Columbia River Gorge National Scenic Area (8)
  - Mark O. Hatfield Wilderness
  - Cascade Locks, Oregon, laagste punt op de route
  - Bridge of the Gods over de Columbia River

### Washington
- Gifford Pinchot National Forest (7)
  - Indian Heaven Wilderness
  - Mount Adams
  - Goat Rocks Wilderness
- Mount Rainier National Park (6)
  - Chinook Pass
- Mount Baker-Snoqualmie National Forest (5)
  - Norse Peak Wilderness
  - Alpine Lakes Wilderness
  - Henry M. Jackson Wilderness
  - Glacier Peak Wilderness
- Snoqualmie Pass
- Stevens Pass
- Lake Chelan National Recreation Area
  - Stehekin (Washington), laatste dorp langs het pad, zo'n 16 km van het eigenlijk pad afgelegen
- North Cascades National Park (2)
- Okanogan National Forest (3)
- Pacific Northwest National Scenic Trail
- Grensmonument nr. 78

### Brits-Columbia
- E.C. Manning Provincial Park, het noordelijke uiteinde